# Колосков, Александр Иванович (изобретатель)
Колосков Александр Иванович (3 апреля 1902, Чернигов — 1972, Москва) — советский инженер-изобретатель, конструктор, лауреат Сталинской премии (1943), Ленинской премии (1965).

## Биография
Родился 3 апреля 1902 года в Чернигове в семье священнослужителя. Пройдя обучение в Черниговском реальном училище и получив высшее образование, работал главным инженером Корюковского сахарного завода. Затем в конце 1930-х годов переехал в Москву.
Дальнейшая судьба инженера связана с Московским электролизным заводом. Во время Великой Отечественной войны предприятие, которое появилось в 1942 году, выполняло задачи по разработке и внедрению электролизеров большой мощности (ФВ-500) для производства водорода и кислорода. Эта работа позволила в кратчайшие сроки решить вопрос обеспечения газообразной смесью аэростатов противоавиационного заграждения. За это Колосков получил Сталинскую премию.
В послевоенное время он продолжил научные и практические работы по регенерации воздуха. Под его руководством была разработана система электрохимической регенерации воздуха, которая и сегодня широко применяется российским флотом. В 1965 году Колосков был удостоен Ленинской премии. Главнокомандующий ВМС СССР С. Г. Горшков называл разработанную Колосковым систему вторым по значимости, после атомной энергетики, изобретением для флота.
Умер в Москве в 1972 году.

## Память
12 февраля 2016 года мэр г. Чернигова Владислав Атрошенко согласно «Закону о декоммунизации» распорядился переименовать улицу Буденного в улицу имени А. И. и Ю. А. Колосковых.

## Семья
- Сын — Колосков, Юрий Александрович (род. 3 ноября 1924 год, г. Чернигов) — главный ведущий конструктор, конструктор ракет «Спутник», «Восток», «Восход», «Н-1», «Протон». За свою работу, связанную с разработкой ракеты-носителя «Протон», в 1970 году награждён Государственной премией СССР.